# Бондар Наталія Вікторівна
Наталія Вікторівна Бондар (нар. 16 березня 1977) — українська футболістка, півзахисниця.

## Життєпис
Футбольну кар'єру розпочала в донецькому «Текстильнику», з яким у 1992 році стала срібним призером Першої ліги. Наступного року дебютувала у Вищій лізі, по завершенні сезону залишила «Текстильник».
У 1995 році приєдналася до столичного «Спартака». Проте вже в 1996 році повернулася до «Варни». Разом з командою тричі вигравала чемпіонат України та тричі ставала володаркою кубку країни. У 2003 році перебувала в заявці команди на сезон, проте на поле жодного разу так і не вийшла. У складі донецького клубу у Вищій лізі чемпіонату України зіграла 51 матч, відзначилася 13-а голами. По завершенні сезону закінчила футбольну кар'єру.

## Досягнення
«Донеччанка»
- Вища ліга чемпіонату України
  -  Чемпіон (2): 1996, 1998, 1999
  -  Срібний призер (1): 2001
  -  Бронзовий призер (1): 2002

- Перша ліга чемпіонату України
  -  Срібний призер (1): 1992

- Кубок України
  -  Володар (3): 1996, 1998, 1999
  -  Фіналіст (2): 1997, 2001

«Спартак» (Київ)
- Вища ліга чемпіонату України
  -  Бронзовий призер (1): 1995